# WrestleMania 35
WrestleMania 35 a fost a treizecișicincea editie a WrestleMania, un eveniment pay-per-view de wrestling profesionist, produs de WWE. A avut loc pe 7 aprilie 2019 la MetLife Stadium în East Rutherford, New Jersey. Melodia oficială a evenimentului a fost "Work" de la Chris Classic și "Love Runs Out" de la OneRepublic.
WrestleMania 35 a contat cu un total de șaisprezece lupte, patru din ele în pre-show, main-event-ul fiind Ronda Rousey împotriva lui Charlotte Flair împotriva lui Becky Lynch pentru centurile feminine din Raw și SmackDown. Alte lupte ce au avut loc au fost Brock Lesnar împotriva lui Seth Rollins pentru WWE Universal Championship, Daniel Bryan împotriva lui Kofi Kingston pentru WWE Championship, iar Triple H împotriva Batista într-un No holds Barred match. În cadrul evenimentului a avut loc și meciul de retragere a legendei din wrestling Kurt Angle, care a luptat împotriva lui Baron Corbin.

## Rezultate
- Pre-show: Tony Nese l-a învins pe Buddy Murphy (c) câștigând centura Cruiserweight (10:40)
  - Nese l-a numărat pe Murphy după un «Running Knee Strike».
- Pre-show: Carmella a câștigat Battle royal câștigând trofeul WrestleMania Women's Battle Royal (10:30)
  - Carmella a câștigat eliminând-o pe Sarah Logan.
- Pre-show: Curt Hawkins și Zack Ryder i-au învins pe The Revival (Dash Wilder și Scott Dawson) (c) câștigând centurile pe echipe din Raw (13:20)
  - Hawkins l-a numărat pe Dawson cu un "Roll-up".
- Pre-show: Braun Strowman a câștigat Battle royal pentru trofeul în memoria lui André the Giant (10:20)
  - Strowman a câștigat după ce l-a eliminat pe Colin Jost.
  - Participanți: Michael Che, Andrade, Apollo Crews, Titus O'Neil, Tyler Breeze, Jinder Mahal, No Way Jose, Bobby Roode, Chad Gable, Kalisto, Gran Metalik, Lince Dorado, Bo Dallas, Curtis Axel, Heath Slater, Rhyno, Viktor, Konnor, Ali, Shelton Benjamin, Luke Gallows, Karl Anderson, Matt Hardy, Jeff Hardy, Otis, Tucker, EC3 și Harper.
- Seth Rollins l-a învins pe Brock Lesnar (c) câștigând centura Universală (2:30)
  - Rollins l-a numărat pe Lesnar după trei «Curb Stomp».
  - Înaintea luptei, Lesnar l-a atacat pe Rollins.
- AJ Styles l-a învins pe Randy Orton (16:20)
  - Styles l-a numărat pe Orton după un «Phenomenal Forearm».
- The Usos (Jey Uso și Jimmy Uso) (c) i-au învins pe Ricochet și Aleister Black, The Bar (Cesaro și Sheamus) și Shinsuke Nakamura și Rusev păstrându-și centurile pe echipe din SmackDown (10:10)
  - Uso l-a numărat pe Sheamus după un «Double Uso Splash».
- Shane McMahon l-a învins pe The Miz într-un Falls Count Anywhere match (15:30)
  - McMahon l-a numărat pe Miz după ce acesta i-a aplicat un "Superplex" de pe o schelă iar umărul său a rămas pe Miz.
- The IIconics (Billie Kay și Peyton Royce) le-au învins pe The Boss 'n' Hug Connection (Bayley și Sasha Banks) (c), Beth Phoenix și Natalya și Nia Jax și Tamina câștigând centurile pe echipe a femeilor (10:45)
  - Royce a numărat-o pe Bayley după un «Glam Slam» de pe a doua coardă a lui Phoenix.
- Kofi Kingston (însoțit de Big E și Xavier Woods) l-a învins pe Daniel Bryan (c) (însoțit de Rowan) câștigând centura WWE (23:43)
  - Kingston l-a numărat pe Bryan după un «Trouble in Paradise».
- Samoa Joe (c) l-a învins pe Rey Mysterio păstrându-și centura Statelor Unite (1:00)
  - Joe l-a făcut pe Mysterio knock-out cu un «Coquina Clutch».
- Roman Reigns l-a învins pe Drew McIntyre (10:10)
  - Reigns l-a numărat pe McIntyre după un «Spear».
- Triple H l-a învins pe Batista într-un No Holds Barred Match (24:45)
  - Triple H l-a numărat pe Batista după o lovitură cu un baros și un «Pedigree».
  - Aceasta a fost ultima luptă a lui Batista în WWE.
- Baron Corbin l-a învins pe Kurt Angle (6:05)
  - Corbin l-a numărat pe Angle după un «End of Days».
  - Aceasta a fost ultima luptă din cariera lui Angle.
- "Demon" Finn Bálor l-a învins pe Bobby Lashley (c) (însoțit de Lio Rush) câștigând centura Intercontinentală (4:02)
  - Balor l-a numărat pe Lashley după un "Coupe de grace".
- Becky Lynch l-ea învins pe Ronda Rousey (c) și Charlotte Flair (c) câștigând centurile feminine din Raw și SmackDown (21:30)
  - Lynch a numărat-o pe Rousey cu un «Roll-up».
  - Acesta a fost primul main event feminin din istoria WrestleMania.